# جاكي فيرنون (ممثل)
جاكي فيرنون (بالإنجليزية: Jackie Vernon)‏ هو ممثل أمريكي، ولد في 29 مارس 1924 بنيويورك في الولايات المتحدة، وتوفي في 10 نوفمبر 1987 بهوليوود في الولايات المتحدة بسبب نوبة قلبية.

## وصلات خارجية
- جاكي فيرنون على موقع IMDb (الإنجليزية)
- جاكي فيرنون على موقع قاعدة بيانات برودواي على الإنترنت (الإنجليزية)
- جاكي فيرنون على موقع قاعدة بيانات الفيلم (الإنجليزية)